# تور اسکارلت
تور اسکارلت (به انگلیسی: The Scarlet Tour) دومین تور کنسرت و نخستین تور آرنای رپر و خوانندهٔ آمریکایی دوجا کت بود که به‌منظور حمایت از چهارمین آلبوم استودیویی‌اش، اسکارلت (۲۰۲۳)، برگزار شد. هنرمندان همراه در این تور، رپرهای آمریکایی آیس اسپایس و دوچی بودند. این تور در ۳۱ اکتبر ۲۰۲۳ از سالن چیس سنتر در سان فرانسیسکو آغاز شد و در ۱۴ ژوئیهٔ ۲۰۲۴ با اجرا در فستیوال وایرلس لندن به پایان رسید.